# Kenge
Kenge je glavni grad provincije Kwango u Demokratskoj Republici Kongo. Grad ima zračnu luku.
Prema popisu iz 2004. godine, Kenge je imao 36.572 stanovnika.